# Albert Brüngger
Albert Brüngger (um 1850 in Basel – nach 1902) war ein Theaterschauspieler.

## Leben
Ursprünglich für den Beruf eines Dekorationsmalers bestimmt, absolvierte er auch die vorgeschriebene Lehrzeit, ging jedoch sodann nach Wien, um Schauspieler zu werden. Er besuchte zuerst die Theaterschule Grey, nahm später Unterricht bei Cäsar von Scheidlein, wirkte an mehreren österreichischen Provinztheatern, sowie in Basel und Bern, und war es das Fach der Heldenväter, in dem er sich betätigte (Welser, Kattwald, Götz und Schwetzingen). ab 1898 zeigte er sich in der Klassik wie im modernen Stück durch gute Haltung und gewandtes Spiel als sehr verwendbarer Schauspieler.